# Mézy-Moulins

Mézy-Moulins este o comună în departamentul Aisne din nordul Franței. În 1 ianuarie 2022 avea o populație de 551 de locuitori.